# 菲茨罗伊河 (昆士兰州)
菲茨罗伊河（英語：Fitzroy River）是澳大利亚昆士兰州的一条河流，流域面积为142,665平方公里，是澳大利亚东海岸最大的河流。